# Gérald Forton
Pour les articles homonymes, voir Forton.
Gérald Forton, né le 10 avril 1931 à Bruxelles et mort le 18 décembre 2021 à Apple Valley en Californie, est un dessinateur de bande dessinée belge. C'est le petit-fils de Louis Forton, l'auteur des Pieds nickelés.

## Biographie
En 1950, Gérald Forton débute par quelques récits complets dans Caméra 34.
En 1951, il dessine Jim Cartouche sur scénario de Alex Risène, puis dessine dans Zorro Magazine et réalise quelques histoires courtes (22) dans Bonnes soirées, ainsi que 9 grands récits et des illustrations diverses.
En 1952, il entre à Spirou en réalisant plusieurs (69) Belles Histoires de l'Oncle Paul.
En 1953, avec Jean-Michel Charlier, il crée Kim Devil (4 albums et deux courtes histoires).
De 1955 à 1956, il illustre Le Garage bleu et les aventures d'Alain Cardan dans Risque-Tout.
En 1959, il reprend Jacques Flash dans Vaillant. La même année, avec Greg, il réalise sept épisodes de Tiger Joe dans La Libre junior.
En 1962, il crée Capitaine Morgan dans Spirou. La même année, il reprend le dessin de Bob Morane, le personnage de Henri Vernes, que Dino Attanasio avait abandonné. Il en réalise 14 épisodes qui paraissent dans Femmes d'aujourd'hui, Pilote et Het Laatste Niews. La première de ces aventures, La Piste des éléphants, parait dans le magazine Femmes d'aujourd'hui en 1962 ; la dernière, Les Loups sur la piste, terminée par William Vance, dans le même magazine en 1967.
En 1963, il crée Roch Rafal, et à partir de cette année dessine aussi de nombreuses illustrations intérieures pour les romans Marabout Junior.
En 1964, il crée Cyril Sinclair et reprend  Teddy Ted dans Vaillant.
En 1966, à la demande d'Edgar P. Jacobs, Gérald Forton réalise le crayonné des 18 premières planches de L'Affaire du collier, une nouvelle aventure de Blake et Mortimer, toujours scénarisée par Edgar P. Jacobs, mais ce dernier retravaillera les planches avant leurs parutions dans le journal Tintin, puis terminera seul l'album,,,,.
De 1972 à 1974, il collabore à Pemberton, avec Sirius, dans Pilote.
En 1975, il crée Les Mystères de l'Ouest dans Pif Gadget.
En 1976, il réalise Yvain de Kanheric dans Trio-Pieds Nickelés Magazine.
En 1977, il dessine Calamity Jane dans Tintin. Il participe aussi à la collection Histoire de France en bandes dessinées (3 récits). La même année, il reprend Les Mystères de l'Ouest dans Télé-Junior et réalise aussi des histoires courtes de Spider-Man, Les Quatre Fantastiques, Captain America, Thor, Hulk ou Submariner, libres adaptations des super-héros Marvel, ainsi que des récits de Thierry la Fronde.
En 1978 et 1981, il réalise deux volumes pour les Éditions Loubatières à Toulouse, sur des scénarios de Michel Roquebert : Aymeric et les Cathares et Aymeric à Montségur. Il part ensuite aux États-Unis chez DC Comics où il réalise des planches d'Arak, Jonah Hex, Black Lightning, John Sable et Nexus, ainsi que des encrages pour d'autres séries.
En 1979, il illustre Slim Jacket dans Tac.
Dans les années 1980, il collabore avec DC Comics, Eclipse Comics et First Comics sur plusieurs titres de comic book.
Parallèlement à son activité de bédéiste, il entame une carrière à Hollywood comme storyboardeur pour le cinéma, la télévision et la publicité. Il participe ainsi au storyboard du film Prince Vaillant et à celui de Toy Story 1.
Au début des années 2000, vivant en Californie, il renoue avec le marché franco-belge, notamment en travaillant pour les éditions Semic dans les petits formats : il livre quelques couvertures, réédite quelques histoires courtes de western ou de science-fiction, et lance la série Galton & Trumbo avec Jean-Marc Lainé au scénario. Dans le même temps, les éditions Loup éditent un certain nombre de ses récits dans des albums au format souple en noir et blanc.
À partir de 2008, on assiste entre autres à :
- l'édition de tous les Alain Cardan par le Coffre à BD;
- l'édition des Teddy Ted en albums entre autres chez Hibou ;
- la réédition des Kim Devil par le fils de Jean-Michel Charlier aux éditions Sangam ;
- l'édition des récits publiés dans Zorro Magazine, du Garage bleu et du Capitaine Morgan ;
- l'édition en albums des Belles Histoires de l'Oncle Paul aux éditions Petits Tirages ;
- l'édition de La Vache qui médite.

En 2013, il prend la suite de son grand-père Louis Forton et réalise un nouvel album des Pieds nickelés en collaboration avec Julien Moca  pour les éditions l'Apart.
En 2016. Publication des aventures d'Ed Loin, La Tour de Babel aux éditions Alain Beaulet.
En 2017, il s'attelle en compagnie de Philippe Cottarel à une nouvelle aventure de Teddy Ted, Teddy Ted 1899, plus de quarante ans après la fin de la parution de la série dans Pif Gadget.

## Publications
- Flouse Blues (Ed.Loup-Collection Borsalino)
- Blues pour un inconnu (Ed.Loup-Collection Borsalino)
- Le trésor de l'indien (Ed.Loup-Collection Borsalino)